# Marko Rehmer
Marko Rehmer (* 29. dubna 1972 Východní Berlín) je bývalý německý fotbalista. Nastupoval především jako obránce. V letech 1998–2003 hrál za německou reprezentaci, ve 35 zápasech vstřelil 4 branky. S národním týmem získal stříbro na mistrovství světa 2002, krom toho se zúčastnil i mistrovství Evropy 2000. Hrál za Union Berlín (1990–1997), Hansu Rostock (1997–1999), Herthu Berlín (1999–2005) a Eintracht Frankfurt (2005–2007).